# Jevgenij Karelov
Jevgenij Karelov (russisk: Евгений Ефимович Карелов) (født 12. oktober 1931 i Bogorodskoje i det Sovjetunionen, død 11. juli 1977 i Pitsunda i Sovjetunionen) var en sovjetisk filminstruktør og manuskriptforfatter.

## Filmografi
- Dym v lesu (Дым в лесу, 1955)[1][2]
- Tretij tajm (Третий тайм, 1962)
- Deti Don Kikhota (Дети Дон Кихота, 1966)
- Sem starikov i odna devusjka (Семь стариков и одна девушка, 1968)
- Sluzjili dva tovarisjja (Служили два товарища, 1968)